# フェイラ・デ・サンタナ
フェイラ・デ・サンタナ（Feira de Santana [ˈfejɾɐ d(ʒi) sɐ̃ˈtɐ̃nɐ]）は、ブラジルのバイーア州の都市である。州都のサルヴァドールから北西に115kmの距離に位置する。人口614,872人（IBGE/2019年推計値）で州内第2位の規模である。

## 教育機関

### 大学
- レコンカボ・ダ・バイーア連邦大学
- フェイラ・デ・サンタナ州立大学

## 出身人物
- ジョルジ・ワグネル - サッカー選手
- ニウド - サッカー選手
- タリスカ - サッカー選手
- ジュニオール・バイアーノ - サッカー選手